# Festivalbar 1986
Il ventitreesimo Festivalbar partì agli inizi di giugno da Siena per proseguire a Padova, Trieste e Bergamo ed ebbe il suo epilogo a settembre all'Arena di Verona.
Conduttori furono Claudio Cecchetto e Susanna Messaggio.  
La vincitrice assoluta fu Tracy Spencer con il brano Run to Me, mentre Eros Ramazzotti vinse la neonata sezione 33 giri con l'album Nuovi eroi.

## Cantanti partecipanti

Da sinistra: Tracy Spencer festeggia la sua vittoria con i conduttori dell'edizione, Claudio Cecchetto e Susanna Messaggio.

L'esibizione di una debuttante Sabrina Salerno con Sexy Girl, anche sigla dell'edizione.

- Tracy Spencer - Run to Me (Arena d'Oro 1986)
- Eros Ramazzotti - Nuovi eroi e Un cuore con le ali (Premio Sezione 33 giri)
- Marcella Bella - La verità
- Samantha Fox - Touch Me (I Want Your Body)
- Sandra - Innocent Love e Hi! Hi! Hi!
- Ivana Spagna - Easy lady (Premio rivelazione)
- Taffy - Once More
- Bruce & Bongo - Geil
- Zucchero - Rispetto e Come il sole all'improvviso
- Sandy Marton - Modern lovers, White storm in the jungle, Forbidden memories e Stay
- Picnic at the Whitehouse - We Need Protection
- Billy Joel - This is the Time
- Pete Wylie - Sinful
- It's Immaterial - Driving Away from Home
- Kissing the Pink - One Step
- Tom Hooker - Looking for Love
- Hong Kong Syndikat - Too Much
- Limahl - Love in Your Eyes
- Valerie Dore - Lancelot
- Alphaville - Dance with Me (Premio Speciale)
- Linda Di Franco - My Boss
- Den Harrow - Charleston
- Linda Wesley - Wild on the Isle
- Alba Parietti - Jump and Do It
- Blow Monkeys - Digging Your Scene
- Matt Bianco - Dancing In The Street
- Alberto Carrara - S.O.S. bandido
- Dori Ghezzi - Nessuno mai più
- Raf - Hard
- Roaring Boys - House of Stone
- Giuni Russo - Alghero
- Mango - La rosa dell'inverno e Odissea
- Fiorella Mannoia - Sorvolando Eilat
- Garbo - Il fiume
- Scialpi - Cry
- Viola Valentino - Il posto della luna
- Doctor & The Medics - Spirit in the Sky
- Sabrina Salerno - Sexy Girl
- Righeira - Italians a Go-Go
- Ivan Cattaneo - Na Na Hey Hey Kiss Him Goodbye
- Bananarama - Neolatina e Venus
- Loredana Bertè - Fotografando
- Anna Oxa - L'ultima città
- Cristiano De André - Elettrica
- Giorgia - Tell Me Why
- Frankie Goes to Hollywood - Rage Hard
- Celeste - Time
- Drum Theatre - Living in the Past e Home
- Stéphanie - Ouragan
- Secret Service - When the Night Closes In
- The Communards - Don't Leave Me This Way
- Savage - Celebrate
- Michael Cretu - Gambit
- Ricky - Bang Bang Bang
- The Fixx - Secret Separation
- Erasure - Oh l'amour
- Man - Arabian go go
- John Ryel - The Best of My Love
- BTB - Take a Chance with Me
- Chris De Burgh - The lady in red
- Billy Ocean - There'll Be Sad Songs
- Lene Lovich - Natural Beauty
- Nina Hagen - World Now
- Nina Hagen & Lene Lovich - Don't kill the animals
- Nada - Stanotte
- Baltimora - Jukebox Boy
- Ciao Fellini - Noche a Bahia
- Steve Rogers Band - Ok sì
- F.R. David - Sahara Night
- Joan Armatrading - Kind Words
- Sigue Sigue Sputnik - 21st century boy
- Viktor Lazlo - Sweet Soft 'n' Lazy
- Giovanna - Tempo d'estate
- Enzo Avitabile - Mamma Che Caos
- Double - The Captain of Her Heart
- Brian & Garrison – Don't Break My Heart
- Lorenzo Pilat - Medley
- Meccano - Alle porte dell'est
- Scotch - Mirage
- Dreamer and the Fullmoon - Dreaming in the Night
- Regina Rogers – Change of Love
- Krisma - Iceberg
- Stefano Sani - Delicatamente due
- Schirone - Onde (DiscoVerde)
- Eddy Huntington - U.S.S.R.
- Dum Dum Pop - Il sole nascerà
- Agnes Ö - Charmeurs Latins
- Black Tie - Take You For A Ride
- Wish Key - Last Summer
- Smack - The big mistake
- Ciardi - A sud di nessun nord
- Miki - Lei
- Maria Nazionale - Ragazzo solo
- Toys for Boys - I don't care
- Masquerade - Guardian Angel
- Dave & Gloria - Love was new
- Marco Martina - Venture in my heart
- I Gatti di Vicolo Miracoli -  Singer's Solitude
- Paul Lekakis - Boom Boom (Let's Go Back to My Room)

## Organizzazione
Fininvest

## Direzione Artistica
Vittorio Salvetti